# George Rümker
George Friedrich Wilhelm Rümker (31 de diciembre de 1832-3 de marzo de 1900) fue un astrónomo alemán.

## Biografía
Nacido en Ottensen, un barrio de Hamburgo, George era hijo de Christian Karl Ludwig Rümker. Fue astrónomo del observatorio de Durham, Inglaterra, desde 1853 hasta 1856. Luego se convirtió en asistente en el Hamburger Sternwarte (Observatorio de Hamburgo-Bergedorf), entonces situado en Stadtwall, y en 1862 fue nombrado director de dicho observatorio, donde desempeñó como director hasta su muerte en 1900, siendo sucedido por Richard Schorr.
Cuando se fundó la Sociedad Geográfica de Hamburgo en 1873, fue nombrado segundo secretario.
Su esposa, Mary Hannah Crockford (1809-1889) también fue astrónoma, conocida por su descubrimiento de un cometa en 1847 (que fue observado un poco antes por la astrónoma estadounidense Maria Mitchell).
Desde 1884 fue delegado de Hamburgo para la Medición Internacional de la Tierra.